# ليام هيرست
ليام هيرست (بالإنجليزية: Liam Hurst)‏ (2 سبتمبر 1994 - ) هو لاعب كرة قدم بريطاني في مركز الهجوم. لعب مع كامبريدج يونايتد وغرانتهام تاون ‏ وKing's Lynn Town F.C. ‏.

## وصلات خارجية
- ليام هيرست على موقع قاعدة بيانات كرة القدم.إي يو (الإنجليزية)
- ليام هيرست على موقع Soccerbase.com (لاعب) (الإنجليزية)
- ليام هيرست على موقع Soccerway.com (الإنجليزية)